# Janusz Buczkowski
Janusz Buczkowski (ur. 30 maja 1932 we Włocławku) – polski artysta fotograf, uhonorowany tytułem Artiste FIAP (AFIAP).

## Życiorys
W 1956 roku ukończył Szkołę Główną Planowania i Statystyki w Warszawie, a następnie zamieszkał w Kielcach otrzymując nakaz pracy w Zakładach Precyzyjnych „Iskra”. Pracował jako kierownik Sekcji Finansowej (1956–1960), Sekcji Zbytu (1960–1964) oraz Działu Zbytu i Eksportu (1964–1968), a od 1968 do 1988 roku był dyrektorem kieleckiego Biura Zbytu Elementów Maszyn „Elma”.
Od 1965 roku był członkiem Świętokrzyskiego Towarzystwa Fotograficznego. W latach 1966–1968 pełnił funkcję wiceprezesa, następnie prezesa ŚTF (w latach 1968–1975). Jest przewodniczącym Komisji Rewizyjnej przy Okręgu Świętokrzyskim ZPAF w Kielcach. Od 1975 roku jest członkiem Związku Polskich Artystów Fotografików. Janusz Buczkowski jest współtwórcą Kieleckiej Szkoły Krajobrazu. W latach 1975–1988 uczestniczył we wszystkich realizacjach artystycznych Kieleckiej Szkoły Krajobrazu, w Polsce i za granicą. Jest jednym z organizatorów Biennale Krajobrazu Polskiego. Jako autor i współautor uczestniczył w ponad 200 wystawach indywidualnych i zbiorowych, m.in. w Hiszpanii, Francji, Anglii, Austrii, Niemczech, Japonii, Portugalii i Polsce.
Prace Janusza Buczkowskiego znajdują się m.in. w zbiorach Muzeum Narodowego w Kielcach, Muzeum Leśnictwa w Gołuchowie, Biura Wystaw Artystycznych w Kielcach oraz w kolekcjach prywatnych (m.in. w zbiorach pisarza Gustawa Herlinga – Grudzińskiego). Recenzje o jego twórczości, biografie artysty opublikowano w wielu pismach codziennych, periodykach społeczno-kulturalnych.
Za fotograficzną twórczość uzyskał wiele nagród, wyróżnień i dyplomów. W 1966 roku otrzymał Dyplom Federacji Amatorskich Stowarzyszeń Fotograficznych w Polsce oraz Medal Okręgu Świętokrzyskiego Związku Polskich Artystów Fotografików. W 1970 roku został odznaczony Medalem 25-lecia PRL, nadanym przez Ministra Kultury i Sztuki. W 1972 roku został laureatem Nagrody Artystycznej Miasta Kielce. W 1976 roku otrzymał tytuł AFIAP (Artiste FIAP), nadany przez Międzynarodową Federację Sztuki Fotograficznej FIAP. W 2020 został uhonorowany Nagrodą Miasta Kielce.

## Projekty
Janusz Buczkowski jest autorem cykli fotograficznych: „Kieleckie krajobrazy” (1959–1989), „Puszcza Jodłowa” (1959–1989), „Kieleckie zaułki” (1958–1975), „Zabytki architektury” (1952–1975), „Akty” (1975–1985), „Przemysł kielecki” (1960–1989), „Kielce” (1998–2006), „Zaułki” (1998–2006), „Krajobrazy” (od 1998), „Abstrakcje – murale” (od 1998), „Puszcza Jodłowa” (od 2005).

## Książki (albumy)
- „Fotografia artystyczna”[12]
- „Kielce z tamtych lat”[12]
- „Kieleckie krajobrazy”[12]
- „Kielczanie”
- „Przygody z fotografią”[13][14]
- „Wspomnienia z tamtych lat 1939–2012”[15]
- „Czas wojny. Wspomnienia 1939 – 1946”[16]
- Tak było. Opowieści z tamtych lat 1948–1988”[12]
- „Przeklęty spadek”[12]
- „Przeklęta kamienica”[12]
- „Życie w podróży”[17]
- „Przez życie z przygodą”[18]

## Odznaczenia
- Odznaka „Zasłużony Działacz Kultury” (1970)[4]
- Złoty Krzyż Zasługi (1974)[19]
- Medal 30-lecia Polski Ludowej (1974)[4]
- Odznaka Zasłużony dla Kielecczyzny (1975)[4]
- Odznaka Budowniczy Huty Katowice MBiPMB (1976)
- Krzyż Kawalerski Orderu Odrodzenia Polski (1984)[19]
- Brązowy Medal „Zasłużony Kulturze Gloria Artis” (2008)[20][18]
- Medal Okręgu Świętokrzyskiego ZPAF (2016)[21]